# El Paso County (Colorado)
Das El Paso County [ˌɛlˈpæsoʊ] (spanisch für Der Gebirgspass) ist ein County im zentralen Teil des US-Bundesstaates Colorado. Der Verwaltungssitz (County Seat) ist Colorado Springs.

## Geographie

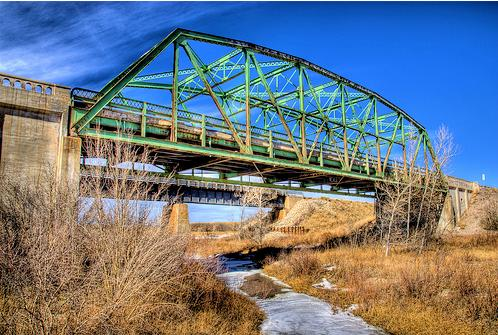
Die historische Black Squirrel Creek Bridge, gelistet im NRHP Nr. 02001158

El Paso County umfasst im Westen die östliche Gebirgslandschaft der Rampart Range, am Übergang zu den Plains eine der äußersten Bergketten der Rocky Mountains. An deren Fuß liegt die Großstadt Colorado Springs, bedeutendes Wirtschafts- und Touristenzentrum von Colorado. Südlich von Colorado Springs entlang des Fountain Creek liegen noch einige Kleinstädte, während der Osten von El Paso kaum besiedelt ist.
Es wird im Uhrzeigersinn von den Bezirken Elbert (Nordost), Lincoln, Pueblo, Fremont, Teller und Douglas umschlossen. Im Südosten stößt El Paso zusätzlich an den Verwaltungsbezirk Crowley, ohne mit diesem einen gemeinsamen Grenzverlauf zu haben.

## Geschichte
Das El Paso County gehört zu den 17 ursprünglichen Verwaltungseinheiten, die 1861 auf dem neuen Territorium von Colorado entstanden, verlor aber im Jahr 1899 die westlichen Gebiete an das neu gegründete Teller County.

## Demografische Daten

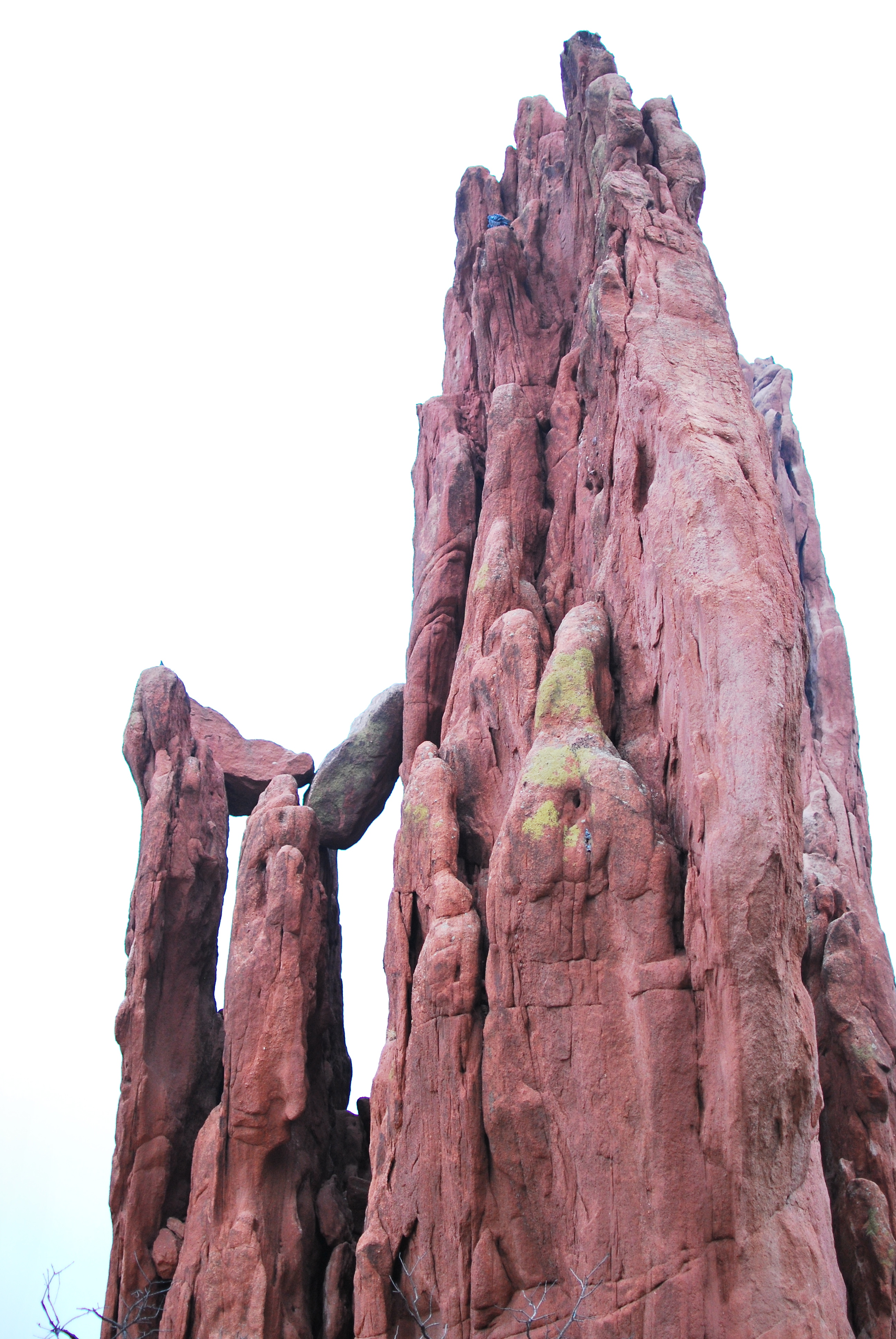
Teil der Cathedral Spires, Garden of the Gods

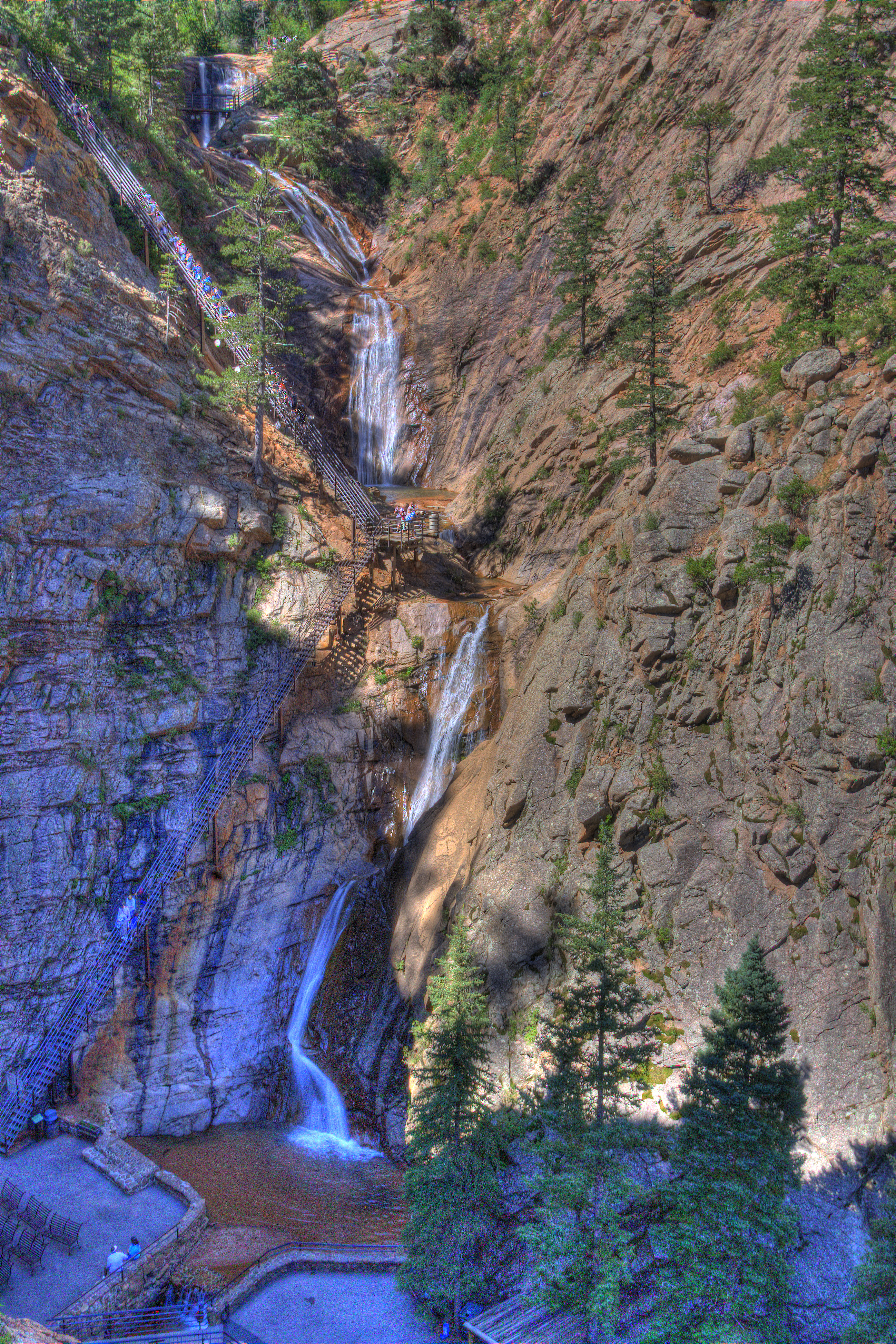
Seven Falls

Nach der Volkszählung im Jahr 2000 lebten im County 516.929 Menschen. Es gab 192.409 Haushalte und 133.916 Familien. Die Bevölkerungsdichte betrug 94 Einwohner pro Quadratkilometer. Ethnisch betrachtet setzte sich die Bevölkerung zusammen aus 81,19 Prozent Weißen, 6,51 Prozent Afroamerikanern, 0,91 Prozent amerikanischen Ureinwohnern, 2,53 Prozent Asiaten, 0,24 Prozent Bewohnern aus dem pazifischen Inselraum und 4,70 Prozent aus anderen ethnischen Gruppen; 3,91 Prozent stammten von zwei oder mehr Ethnien ab. 11,30 Prozent der Bevölkerung waren spanischer oder lateinamerikanischer Abstammung.
Von den 192.409 Haushalten hatten 36,7 Prozent Kinder und Jugendliche unter 18 Jahre, die bei ihnen lebten. 55,6 Prozent waren verheiratete, zusammenlebende Paare, 10,2 Prozent waren allein erziehende Mütter. 30,4 Prozent waren keine Familien. 23,9 Prozent waren Singlehaushalte und in 6,1 Prozent lebten Menschen im Alter von 65 Jahren oder darüber. Die Durchschnittshaushaltsgröße betrug 2,61 und die durchschnittliche Familiengröße lag bei 3,11 Personen.
Auf das gesamte County bezogen setzte sich die Bevölkerung zusammen aus 27,6 Prozent Einwohnern unter 18 Jahren, 10,5 Prozent zwischen 18 und 24 Jahren, 32,5 Prozent zwischen 25 und 44 Jahren, 20,7 Prozent zwischen 45 und 64 Jahren und 8,7 Prozent waren 65 Jahre alt oder darüber. Das Durchschnittsalter betrug 33 Jahre. Auf 100 weibliche Personen kamen 100,9 männliche Personen, auf 100 Frauen im Alter ab 18 Jahren kamen statistisch 98,8 Männer.
Das jährliche Durchschnittseinkommen eines Haushalts betrug 46.844 USD, das Durchschnittseinkommen der Familien betrug 53.995 USD. Männer hatten ein Durchschnittseinkommen von 35.940 USD, Frauen 26.252 USD. Das Prokopfeinkommen betrug 22.005 USD. 8,0 Prozent der Bevölkerung und 5,7 Prozent der Familien lebten unterhalb der Armutsgrenze. Darunter waren 10,0 Prozent der Bevölkerung unter 18 Jahren und 6,9 Prozent der Einwohner ab 65 Jahren.

## Sehenswürdigkeiten

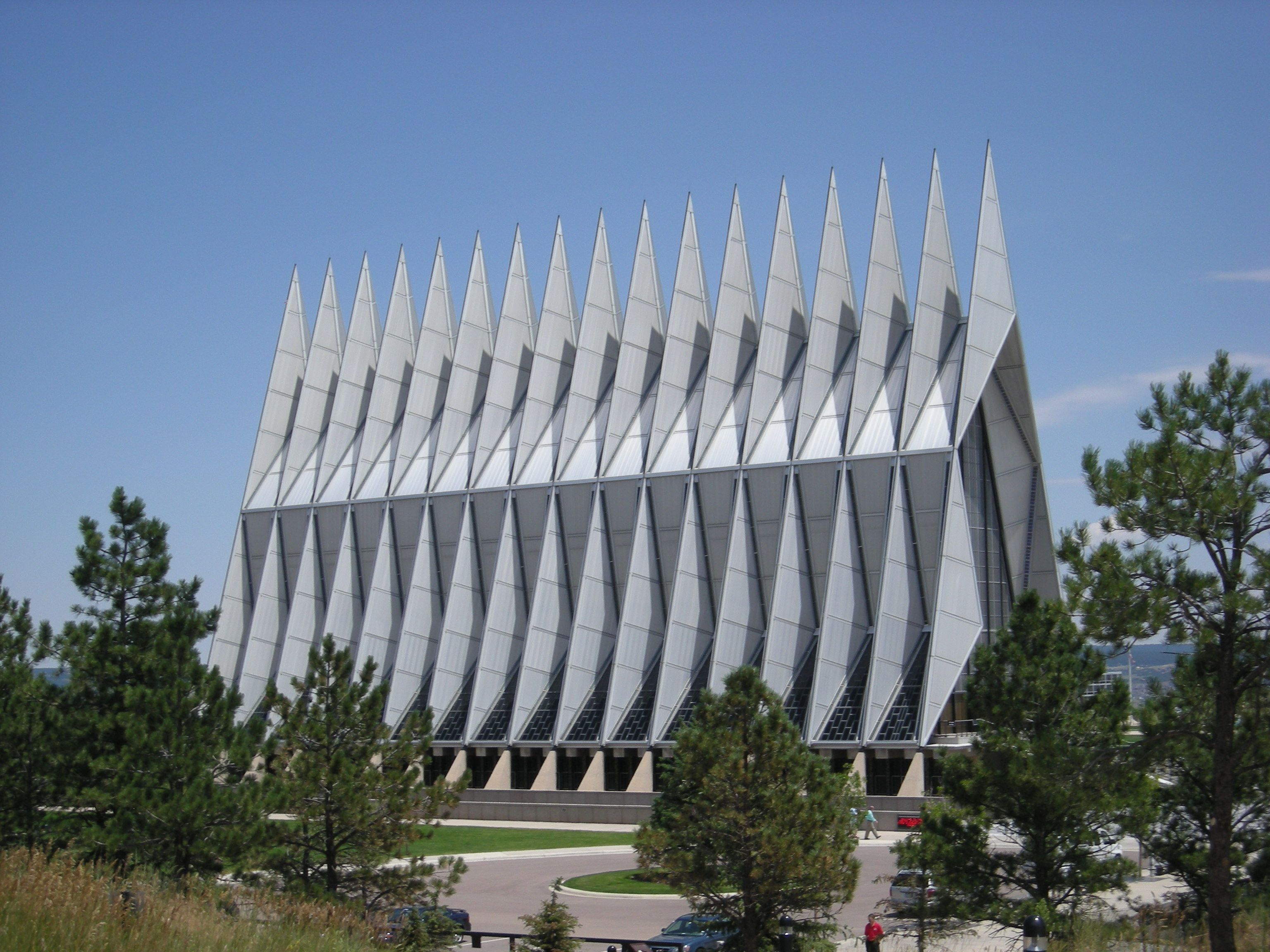
Kapelle in der United States Air Force Academy, Cadet Area (2007).

Insgesamt 93 Bauwerke, Stätten und historische Bezirke (Historic Districts) im El Paso County sind im National Register of Historic Places („Nationales Verzeichnis historischer Orte“; NRHP) eingetragen (Stand 1. September 2022), wobei die United States Air Force Academy, Cadet Area und der Pikes Peak den Status von National Historic Landmarks („Nationale historische Wahrzeichen“) haben.

## Orte im El Paso County
Einzige Großstadt von El Paso ist Colorado Springs. Wohngebiete, die kein Stadtrecht besitzen, sondern lediglich amtlich festgelegte Orte für die Volkszählung (census-designated place) sind, sind kursiv dargestellt.
- Air Force Academy
- Alta Vista
- Black Forest
- Broadmoor
- Buttes
- Calhan
- Cascade
- Chipita Park
- Cimarron Hills
- Colorado Springs
- Crystola
- Duffield
- Eastonville
- Ellicott
- Elsmere
- Falcon
- Fort Carson
- Fountain
- Glen Eyrie
- Glen Park
- Gleneagle
- Green Mountain Falls
- Henkel
- Ivywild
- Kelker
- Knob Hill
- La Foret
- Manitou Springs
- Midway
- Minnehaha
- Monument
- Palmer Lake
- Papeton
- Peyton
- Pikeview
- Pine Crest
- Ramah
- Rock Creek Park
- Roswell
- Rush
- Security
- Security-Widefield
- Shirley
- Skinners
- Stratmoor
- Stratmoor Hills
- Stratton Meadows
- Truckton
- Widefield
- Wigwam
- Woodmoor
- Yoder

## Militärbasen
Im El Paso County befinden sich einige bedeutsame Basen des US-Militärs, darunter Fort Carson (Standort u. a. der 4th Infantry Division der United States Army), Schriever Air Force Base, Peterson Air Force Base (NORAD/USNORTHCOM), Cheyenne Mountain Complex und die United States Air Force Academy.

## Flüsse
- Fountain Creek